# Сара Майлз
Сара Майлз (англ. Sarah Miles; нар. 31 грудня 1941, Інгейстоун, Ессекс, Велика Британія) — британська акторка театру й кіно.

## Біографія
Сара Майлз народилася 31 грудня 1941 року в місті Інгейстоун, графство Ессекс у Південно-Східній Англії; її брат — англійський кінорежисер, сценарист і продюсер Крістофер Майлз. У віці 15 років поступила в Королівську академію драматичного мистецтва в Лондоні.
У 1962 Майлз дебютувала у фільмі «Семестр випробувань» режисера Пітера Гленвіля. Через кілька років вона стає популярною акторкою британської «нової хвилі», виконує ролі у фільмах «Слуга» Джозефа Лоузі і «Фотозбільшення» Мікеланджело Антоніоні.
У 1970-му Сара Майлз зіграла головну роль у фільмі Девіда Ліна «Донька Раяна», за яку вона номінувалася на премії «Оскар» і BAFTA як найкраща акторка. Після цього Сара була поза увагою кіноіндустрії, оскільки грала переважно в театрі.
У 1973 році акторка зіграла головну роль у фільмі режисера Алана Бріджеса «Наймит», який здобув Золоту пальмову гілку 26-го Каннського кінофестивалю, а Майлз була удостоєна Спеціального призу журі.

## Особисте життя
У 60-і роки Сара Майлз була пов'язана багаторічними романтичними стосунками з актором Джеймсом Фоксом, партнером по фільму Дж. Лоузі «Слуга».
Двічі (у 1967—1975 і 1988—1995 роках) була у шлюбі з відомим британським драматургом Робертом Болтом. Він написав і зняв фільм «Леді Кароліна Лем» (1972), у якому Сара зіграла головну роль.

## Фільмографія (вибіркова)
| Рік       |    | Українська назва                   | Оригінальна назва                                                      | Роль                       |
| --------- | -- | ---------------------------------- | ---------------------------------------------------------------------- | -------------------------- |
| 1955—1974 | с  | ITV П'єса тижня                    | ITV Play of the Week                                                   | Люсіль                     |
| 1960—1961 | с  | Крайній термін — північ            | Deadline Midnight                                                      | Ві Версон                  |
| 1962      | ф  | Семестр випробувань                | Term of Trial                                                          | Ширлі Тейлор               |
| 1963      | ф  | Церемонія                          | The Ceremony                                                           | Катрін                     |
| 1963      | ф  | Слуга                              | The Servant                                                            | Віра                       |
| 1963      | кф | Шестисторонній трикутник           | The Six-Sided Triangle                                                 | The Wife                   |
| 1965      | ф  | Повітряні пригоди                  | Those Magnificent Men in Their Flying Machines or How I Flew from L... | Патриція Ровнслі           |
| 1966      | ф  | Я була щаслива тут                 | I Was Happy Here                                                       | Касс Ленгдон               |
| 1966      | ф  | Фотозбільшення                     | Blowup                                                                 | Патриція                   |
| 1970      | ф  | Донька Раяна                       | Ryan's Daughter                                                        | Розі Раян                  |
| 1972      | ф  | Леді Кароліна Лем                  | Lady Caroline Lamb                                                     | леді Кароліна Лем          |
| 1972      | кф | Фільм Роберта Болта                | The Films of Robert Bolt                                               |                            |
| 1973      | ф  | Наймит                             | The Hireling                                                           | леді Франклін              |
| 1973      | ф  | Чоловік, який любив танцюючу кішку | The Man Who Loved Cat Dancing                                          | Катрін Крокер              |
| 1974      | тф | Великі сподівання                  | Great Expectations                                                     | Естелла                    |
| 1975      | ф  | Пепіта Хіменес                     | Pepita Jiménez                                                         | Пепіта Хіменес             |
| 1976      | тф | Династія                           | Dynasty                                                                | Дженніфер Блеквуд          |
| 1976      | ф  | Моряк, який втратив милість моря   | The Sailor Who Fell from Grace with the Sea                            | Анна Осборн                |
| 1978      | ф  | Вічний сон                         | The Big Sleep                                                          | Шарлотта Стернвуд          |
| 1981      | ф  | Служитель кохання                  | Priest of Love                                                         | кінозірка                  |
| 1981      | ф  | Зміїна отрута                      | Venom                                                                  | доктор Маріон Стоу         |
| 1983      | тф | Волтер і Джун                      | Walter & June                                                          | Джун                       |
| 1984      | ф  | Горе безневинним                   | Ordeal by Innocence                                                    | Мері Дюран                 |
| 1985      | ф  | Парна                              | Steaming                                                               | Сара                       |
| 1986      | тф | Гарем. Втрата невинності           | Harem                                                                  | леді Ешлі                  |
| 1987      | тф | Квіні                              | Queenie                                                                | леді Сібіл                 |
| 1987      | ф  | Надія і слава                      | Hope and Glory                                                         | Грейс Роген                |
| 1987      | ф  | Біле зло                           | White Mischief                                                         | Алісс де Жанс              |
| 1989—2013 | с  | Пуаро Агати Крісті: Лощина         | Poirot                                                                 | леді Люсі Енгкателл        |
| 1990      | тф | Примара в Монте-Карло              | A Ghost in Monte Carlo                                                 | Емілія                     |
| 1992      | ф  | Дотик руки                         | Dotkniecie reki                                                        | Елена                      |
| 1994      | с  | Смерть в кульбабах                 | Dandelion Dead                                                         | Катрін Армстронг           |
| 2001      | ф  | Дні любові і ненависті             | I giorni dell'amore e dell'odio                                        | Сіссі                      |
| 2001      | ф  | Юрій                               | Jurij                                                                  | Мартіна, дирекорка клініки |
| 2003      | ф  | Детектив випадково                 | The Accidental Detective                                               | Есмеральда Мацці Тіньї     |

## Визнання
| Рік                                 | Категорія/Нагорода                    | Фільм                            | Результат | Результат |
| ----------------------------------- | ------------------------------------- | -------------------------------- | --------- | --------- |
| Премія BAFTA                        |                                       |                                  |           |           |
| 1963                                | Найкраща нова акторка у головній ролі | Семестр випробувань              | Номінація |           |
| 1964                                | Найкраща британська акторка           | Слуга                            | Номінація |           |
| 1971                                | Найкраща акторка                      | Донька Раяна                     | Номінація |           |
| 1988                                | Найкраща акторка                      | Надія і слава                    | Номінація |           |
| Премія «Оскар»                      |                                       |                                  |           |           |
| 1971                                | Найкраща акторка в головній ролі      | Донька Раяна                     | Номінація |           |
| Премія Золотий глобус               |                                       |                                  |           |           |
| 1971                                | Найкраща акторка                      | Донька Раяна                     | Номінація |           |
| 1977                                | Найкраща акторка                      | Моряк, який втратив милість моря | Номінація |           |
| Каннський міжнародний кінофестиваль |                                       |                                  |           |           |
| 1973                                | Спеціальний приз журі                 | Наймит                           | Перемога  |           |